# Хариджити
Хариджи́ти (від араб. خوارج — виступати) — найраніше в ісламі релігійно-політичне угрупування, що утворилось в ході боротьби за владу між Алі і Муавією.
Розчарувавшись в Алі як у вожді, група колишніх соратників почала збройну боротьбу проти нього. Так було покладено початок хариджитському руху. В літературі хариджити згадуються і під іншими назвами: мухаккіма, шурат, марікуна. Надалі хариджитами називали всіх, хто виступав проти законних правителів.
З самого початку хариджити не були єдині ні в релігійних, ні в військово-політичних відношеннях. Джерела називають понад 20 хариджитських громад в різний час і різних краях Халіфату. Найзначиміші з них азракіти, ібадити і суфрити. Суперництво між ним ослаблювало хариджитський рух в цілому. Тим не менше потужні виступи хариджитів в Іраку, Ірані, Аравії, Північній Африці (де і понині збереглися громади ібадитів) тримали в постійній напрузі центральну владу.
Хариджити зробили великий внесок у розробку ісламської догматики. Вони виробили своє вчення про верховну владу, протиставивши її як сунітській теорії халіфату, так і шиїтській доктрині імамату. Вони визнавали безумовну виборність голови релігійної громади-держави, не придаючи ніякого значення походженню кандидата. Умовами правомочності претендента на владу в мусульманській громаді-державі вони вважали слідування Корану і сунні, справедливе обходження з людьми та здатність із зброєю в руках виступати проти несправедливого правителя. Хариджити визнавали право за кожною громадою на вибрання свого імама-халіфа і на його усунення, вважали імамів тільки уповноваженими громади, якій належить суверенна влада.
В питаннях віри хариджити були поборниками неухильного виконання релігійних прописів. Виходячи з того, що істинна віра визначається вчинками, вони оголошували віровідступниками всіх, хто здійснив тяжкий гріх, і закликали вбивати їх.
Жорстокість і фанатизм хариджитів звужували соціальну базу їх руху, що в кінцевому підсумку привело до його поразки. В наш час[коли?] хариджити представлені лише ібадитами в Омані і в деяких районах Північної Африки.